# فلافيو مايستري
فلافيو مايستري (بالإسبانية: Flavio Maestri)‏ (21 يناير 1973 بليما في بيرو - ) هو مدرب كرة قدم ولاعب كرة قدم بيروفي في مركز الهجوم. شارك مع منتخب بيرو لكرة القدم. أما مع النوادي، فقد لعب مع أليانزا ليما وشانغهاي غرينلاند شينهوا ونادي أونيفرسيداد دي تشيلي ونادي إيركوليس ونادي سان لويس ونادي سبورتينغ كريستال ونادي فيتوريا وسانتياغو مورنينغ ‏ ونادي شانغهاي بودونغ لكرة القدم وسبورت بويز.

## وصلات خارجية
- فلافيو مايستري على موقع الاتحاد الدولي (مؤرشف)  (الإنجليزية)
- فلافيو مايستري على موقع قاعدة بيانات كرة القدم.إي يو (الإنجليزية)
- فلافيو مايستري على موقع ناشيونال فوتبول تيمز (الإنجليزية)